# Larry Murphy
Pour les articles homonymes, voir Murphy.
Temple de la renommée : 2004
Lawrence Thomas Murphy (né le 8 mars 1961 à Scarborough en Ontario au Canada) est un joueur canadien professionnel de hockey sur glace.

## Sa carrière
Larry Murphy a été choisi au repêchage d'entrée dans la LNH 1980 au premier tour (4e choix au total) par les Kings de Los Angeles. Il évoluait depuis deux saisons dans la franchise de Petes de Peterborough de la Ligue de hockey de l'Ontario.
Au cours de sa première saison, il établit un nouveau record du plus grand nombre de passes décisives et de points pour un défenseur dans sa première année avec 60 passes et 76 points. Il finit cette saison quatrième meilleur pointeur de l'équipe et passe de peu à côté du Trophée Calder gagné par Peter Šťastný des Nordiques de Québec.
La saison d'après, il dépasse la barre des 20 buts pour la première fois (il réalisera cette performance à 5 reprises) de sa carrière. Au début de sa quatrième saison dans la LNH, il prend la direction des Capitals de Washington et est sélectionné en 1987 pour la première fois de sa carrière dans l'équipe type de la saison.
À la fin de la saison régulière de 1989, il quitte les Capitals juste avant les séries éliminatoires de la Coupe Stanley et rejoint les North Stars du Minnesota chez qui il restera pour un peu plus d'une saison avant d'être encore une fois échangé.
Cette fois-ci, il rejoint les Penguins de Pittsburgh au début de la saison 1990-1991 de la LNH et dès sa première saison avec les Penguins il remporte la Coupe Stanley puis une seconde l'année suivante (il réalise alors 21 buts et 77 passes décisives).
Au cours de l'été 1995, il prend la direction des Maple Leafs de Toronto où il ne reste que deux saisons, saisons assez mouvementées, avant de rejoindre les Red Wings de Détroit.
Il gagne la Coupe Stanley avec les Red Wings au cours de deux premières saisons sous ses nouvelles couleurs (1997 et 1998).
Après 21 saisons dans la LNH, Murphy aura joué pour 6 franchises différentes et aura participé à 1.615 matchs et met fin à sa carrière à l'âge de 40 ans. Les 1.615 matchs sont un record pour un défenseur dans la ligue et sera seulement dépassé par Scott Stevens des Devils du New Jersey au cours de la saison 2003-2004 de la LNH.
Il a été admis au Temple de la renommée du hockey en 2004 et avec ses 1.216 points en carrière, il est le 5e meilleur pointeur parmi les défenseurs de tous les temps derrière: Ray Bourque, Paul Coffey, Al MacInnis et Phil Housley.

## Statistiques
Pour les significations des abréviations, voir Statistiques du hockey sur glace.
| Saison     | Équipe                   | Ligue      |       | Saison régulière | Saison régulière | Saison régulière | Saison régulière | Saison régulière |    | Séries éliminatoires | Séries éliminatoires | Séries éliminatoires | Séries éliminatoires | Séries éliminatoires |
| Saison     | Équipe                   | Ligue      | PJ    | B                | A                | Pts              | Pun              | PJ               | B  | A                    | Pts                  | Pun                  |                      |                      |
| 1978-79    | Petes de Peterborough    | AHO        | 66    | 6                | 21               | 27               | 82               |                  |    |                      |                      |                      |                      |                      |
| 1979-80    | Petes de Peterborough    | AHO        | 68    | 21               | 68               | 89               | 88               |                  |    |                      |                      |                      |                      |                      |
| 1980-1981  | Kings de Los Angeles     | LNH        | 80    | 16               | 60               | 76               | 79               | 4                | 3  | 0                    | 3                    | 2                    |                      |                      |
| 1981-1982  | Kings de Los Angeles     | LNH        | 79    | 22               | 44               | 66               | 95               | 10               | 2  | 8                    | 10                   | 12                   |                      |                      |
| 1982-1983  | Kings de Los Angeles     | LNH        | 77    | 14               | 48               | 62               | 81               |                  |    |                      |                      |                      |                      |                      |
| 1983-1984  | Kings de Los Angeles     | LNH        | 6     | 0                | 3                | 3                | 0                |                  |    |                      |                      |                      |                      |                      |
| 1983-1984  | Capitals de Washington   | LNH        | 72    | 13               | 33               | 46               | 50               | 8                | 0  | 3                    | 3                    | 6                    |                      |                      |
| 1984-1985  | Capitals de Washington   | LNH        | 79    | 13               | 42               | 55               | 51               | 5                | 2  | 3                    | 5                    | 0                    |                      |                      |
| 1985-1986  | Capitals de Washington   | LNH        | 78    | 21               | 44               | 65               | 50               | 9                | 1  | 5                    | 6                    | 6                    |                      |                      |
| 1986-1987  | Capitals de Washington   | LNH        | 80    | 23               | 58               | 81               | 39               | 7                | 2  | 2                    | 4                    | 6                    |                      |                      |
| 1987-1988  | Capitals de Washington   | LNH        | 79    | 8                | 53               | 61               | 72               | 13               | 4  | 4                    | 8                    | 33                   |                      |                      |
| 1988-1989  | Capitals de Washington   | LNH        | 65    | 7                | 29               | 36               | 70               |                  |    |                      |                      |                      |                      |                      |
| 1988-1989  | North Stars du Minnesota | LNH        | 13    | 4                | 6                | 10               | 12               | 5                | 0  | 2                    | 2                    | 8                    |                      |                      |
| 1989-1990  | North Stars du Minnesota | LNH        | 77    | 10               | 58               | 68               | 44               | 7                | 1  | 2                    | 3                    | 31                   |                      |                      |
| 1990-1991  | North Stars du Minnesota | LNH        | 31    | 4                | 11               | 15               | 38               |                  |    |                      |                      |                      |                      |                      |
| 1990-1991  | Penguins de Pittsburgh   | LNH        | 44    | 5                | 23               | 28               | 30               | 23               | 5  | 18                   | 23                   | 44                   |                      |                      |
| 1991-1992  | Penguins de Pittsburgh   | LNH        | 77    | 21               | 56               | 77               | 50               | 21               | 6  | 10                   | 16                   | 19                   |                      |                      |
| 1992-1993  | Penguins de Pittsburgh   | LNH        | 83    | 22               | 63               | 85               | 73               | 12               | 2  | 11                   | 13                   | 10                   |                      |                      |
| 1993-1994  | Penguins de Pittsburgh   | LNH        | 84    | 17               | 56               | 73               | 44               | 6                | 0  | 5                    | 5                    | 0                    |                      |                      |
| 1994-1995  | Penguins de Pittsburgh   | LNH        | 48    | 13               | 25               | 38               | 18               | 12               | 2  | 13                   | 15                   | 0                    |                      |                      |
| 1995-1996  | Maple Leafs de Toronto   | LNH        | 82    | 12               | 49               | 61               | 34               | 6                | 0  | 2                    | 2                    | 4                    |                      |                      |
| 1996-1997  | Maple Leafs de Toronto   | LNH        | 69    | 7                | 32               | 39               | 20               |                  |    |                      |                      |                      |                      |                      |
| 1996-1997  | Red Wings de Détroit     | LNH        | 12    | 2                | 4                | 6                | 0                | 20               | 2  | 9                    | 11                   | 8                    |                      |                      |
| 1997-1998  | Red Wings de Détroit     | LNH        | 82    | 11               | 41               | 52               | 37               | 22               | 3  | 12                   | 15                   | 2                    |                      |                      |
| 1998-1999  | Red Wings de Détroit     | LNH        | 80    | 10               | 42               | 52               | 42               | 10               | 0  | 2                    | 2                    | 8                    |                      |                      |
| 1999-2000  | Red Wings de Détroit     | LNH        | 81    | 10               | 30               | 40               | 45               | 9                | 2  | 3                    | 5                    | 2                    |                      |                      |
| 2000-2001  | Red Wings de Détroit     | LNH        | 57    | 2                | 19               | 21               | 12               | 6                | 0  | 1                    | 1                    | 0                    |                      |                      |
| Totaux LNH | Totaux LNH               | Totaux LNH | 1 615 | 287              | 929              | 1 216            | 1 086            | 215              | 37 | 115                  | 152                  | 201                  |                      |                      |

## Accomplissements personnel
- 1980 OHL Première équipe d'étoiles de la ligue
- 1987 LNH Seconde équipe d'étoiles de la ligue
- 1993 LNH Seconde équipe d'étoiles de la ligue
- 1994 a joué dans le Match des étoiles de la LNH (conférence Est)
- 1995 LNH Seconde équipe d'étoiles de la ligue
- 1996 a joué dans le Match des étoiles de la LNH (conférence Ouest)
- 1999 a joué dans le Match des étoiles de la LNH (conférence Ouest)